# Rose Mary Prosen
Rose Mary Prosen, slovensko-ameriška pesnica in esejistka, * 5. november 1931, Cleveland, ZDA, † 17. julij 2008, Cleveland.
Rodila se je slovenskih priseljencem z Dolenjske v vasici Newburgh, ki je danes del Clevelanda. Objavljala je članke in eseje, tudi Ethnic Literature -- Of Whom and for Whom leta 1974, in pesniške zbirke Poems leta 1971, O The Ravages leta 1976 ter Apples in Thank You Michelangelo leta 1980. Za esej Looking Back: Newburgh je prejela prvo nagrado na tekmovanju Growing Up Slavic in America leta 1976.